# Typ Weitzer (tramwaje w Timișoarze)
Wagony Weitzer – oznaczenie serii 17 silnikowych wagonów tramwajowych, eksploatowanych od 1899 r. w należącym obecnie do Rumunii mieście Timișoara. Tramwaje Weitzer wytwarzane były w fabryce Johann Weitzer Maschinen-, Waggonbau und Eisengießerei Aktiengesellschaft w Aradzie. Wyposażenie elektryczne dostarczyła berlińska firma Elektrizitäts-Gesellschaft Felix Singer & Co..
Wagony Weitzer były pierwszą generacją tramwajów elektrycznych w Timișoarze. Tramwaje zamówione zostały przez ówczesne przedsiębiorstwo transportowe Temesvári Villamos Városi Vasút Részvénytársaság w związku z uruchomieniem dnia 27 czerwca 1899 r. sieci tramwajów elektrycznych w mieście.

## Opis
Przedział pasażerski wagonu miał długość 4365 mm oraz szerokość 2000 mm. Obydwie otwarte platformy były długie na 1100 mm i szerokie na 1932 mm. Całkowita długość pudła wynosiła 6565 mm lub według innych źródeł 6705 mm. Wewnątrz mieściło się 18 miejsc siedzących oraz 12 miejsc stojących. Pobór prądu z sieci trakcyjnej odbywał się poprzez odbierak typu pałąkowego, moc silnika wynosiła 20 KM. Cechą charakterystyczną tych niewielkich wagonów był niewielki rozstaw osi w wózkach, wynoszący 1680 mm.

## Dostawy
W latach 1898–1899 wyprodukowano 17 wagonów tego typu.
| Państwo        | Miasto         | Lata dostaw    | Liczba | Numery taborowe |  |  |
| -------------- | -------------- | -------------- | ------ | --------------- |  |  |
| Austro-Węgry   | Timișoara      | 1899           | 17     |                 |  |  |
| Łączna liczba: | Łączna liczba: | Łączna liczba: | 17     |                 |  |  |

## Eksploatacja
Pierwsze dziesięć wagonów Weitzer zostało wyprodukowanych w 1898 r. pozostałe wytworzono w 1899 r. Wagony Weitzer kursowały zazwyczaj pojedynczo, jednakże na obydwu głównych liniach nr I i II w godzinach szczytu do wagonów silnikowych dołączano przebudowane na doczepne stare wagony tramwaju konnego. W regularnym ruchu na 5 liniach kursowało do 1906 r. 13 tramwajów; pozostałe 4 wozy stanowiły rezerwę.
W trakcie eksploatacji okazało się, że moc silników w wagonach jest za niska. W związku z tym w 1909 r. we wszystkich 17 wagonach zwiększono moc silników do 25 KM. Tramwaje Weitzer, m.in. ze względu na niewielką moc silnika, nazywany były „małymi wagonami”, w przeciwieństwie do dostarczanych od 1906 r., posiadających dwa silniki tramwajów typu B („duże wagony”). Wraz z wprowadzeniem do eksploatacji „dużych wagonów” zakończono z dniem 21 maja 1906 r. eksploatację starych wagonów doczepnych w Timișoarze; w związku z tym wozy Weitzer od 1906 r. kursowały pojedynczo.

## Przebudowa na doczepy lub Typ D
Wraz z wybuchem I wojny światowej zwiększyła się liczba przewożonych przez tramwaje pasażerów, co wpłynęło niekorzystnie na stan techniczny wyeksploatowanych już wagonów Weitzer. Tuż po wojnie brakowało części zamiennych; ponadto sytuację pogarszała niepewna sytuacja polityczna po upadku monarchii austro-węgierskiej. Nowo powstałe przedsiębiorstwo Tramvaiele Comunale Timișoara (T.C.T.) przebudowało 14 wagonów silnikowych Weitzer na doczepy, którym w 1922 r. nadano oznaczenie A lub AII.
Wagony nr 4 oraz 8 zostały około 1921 roku przebudowane z powrotem na wagony silnikowe. Tak przebudowane tramwaje otrzymały oznaczenie D; wagonom nadano numery 44 (wcześniej 8) i 46 (wcześniej 4). Nie rozpoczęto przebudowy innych wagonów, gdyż miejscowe przedsiębiorstwo komunikacyjne zbudowało siedem nowych tramwajów typu DII, które opierały się na konstrukcji typu D.
14 wymontowanych z tramwajów Weitzer silników elektrycznych zostało w późniejszym czasie wykorzystanych do wyposażenia innych tramwajów. Zainstalowano je w siedmiu wozach typu DII (1922–1924), pługu śnieżnym (1925) oraz w 6 wozach typu F (1925–1927).

## Koniec eksploatacji
Już w 1922 r. rozpoczęto wycofywanie z eksploatacji wagonów doczepnych Weizter. Sukcesywnie zastępowano je zbliżonymi konstrukcyjnie, 14 doczepami typu C. 12 z wcześniejszych 17 sztuk tramwajów Weitzer zostało wycofanych w latach 20. XX wieku w następującej kolejności:
- wagon nr 11 wycofano 28 grudnia 1922 r.
- wagon nr 17 wycofano 1 marca 1923 r.
- wagon nr 12 wycofano 8 maja 1923 r.
- wagon nr 15 wycofano 11 lipca 1923 r.
- wagon nr 2 wycofano 7 października 1923 r.
- wagon nr 3 wycofano 3 lutego 1924 r.
- wagon nr 14 wycofano 4 maja 1924 r.
- wagon nr 16 wycofano 16 września 1924 r.
- wagon nr 5 wycofano 18 października 1924 r.
- wagon nr 9 wycofano 18 grudnia 1924 r.
- wagon nr 1 wycofano 10 stycznia 1926 r.
- wagon nr 10 wycofano 2 czerwca 1928 r.

Jedynie dwa wozy, które przebudowano w 1921 r. na typ AII, pozostały w eksploatacji aż do 1970 r.

## Ocalały wagon nr 6

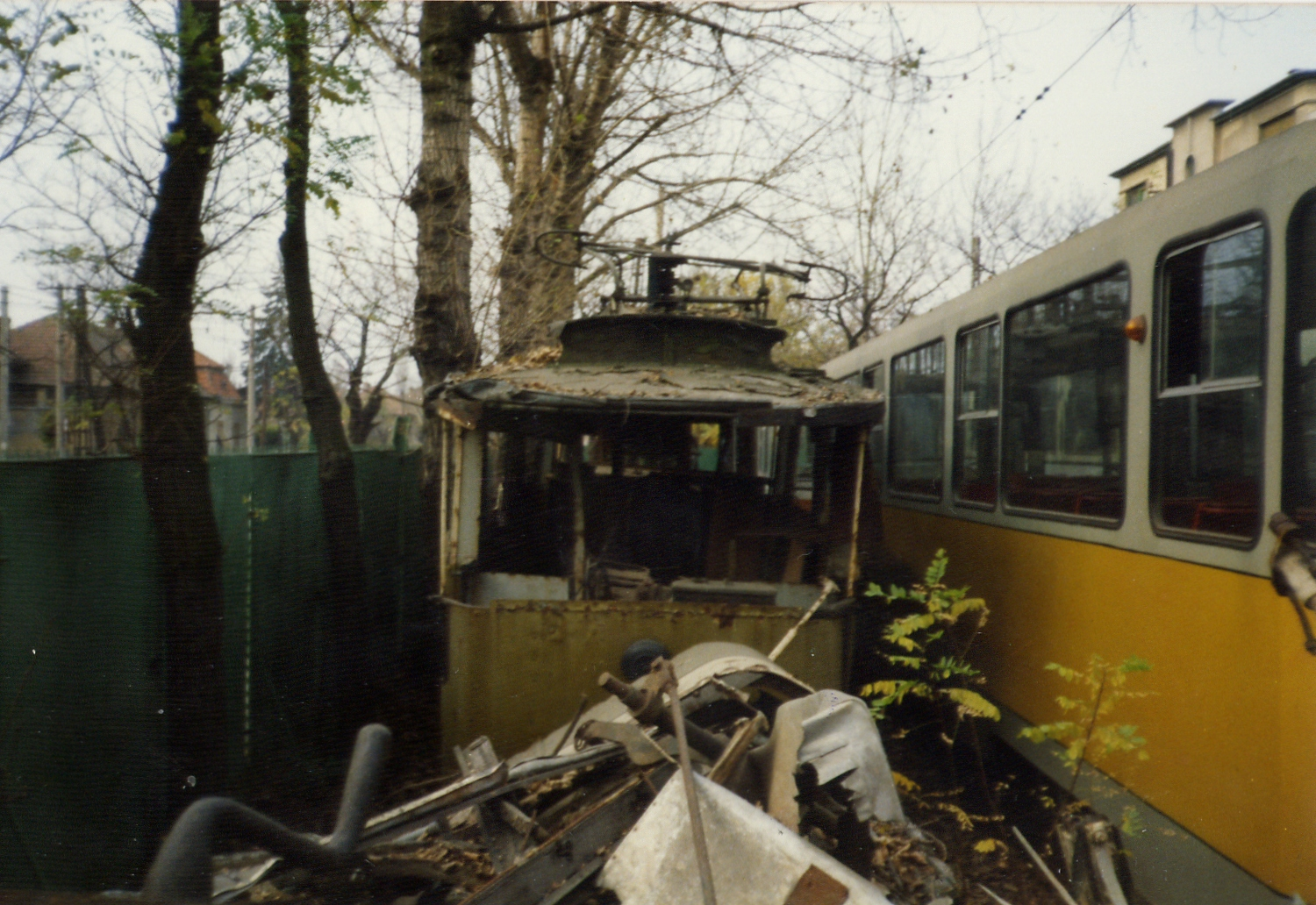
Dawny wagon silnikowy nr 6 w październiku 1989 r.

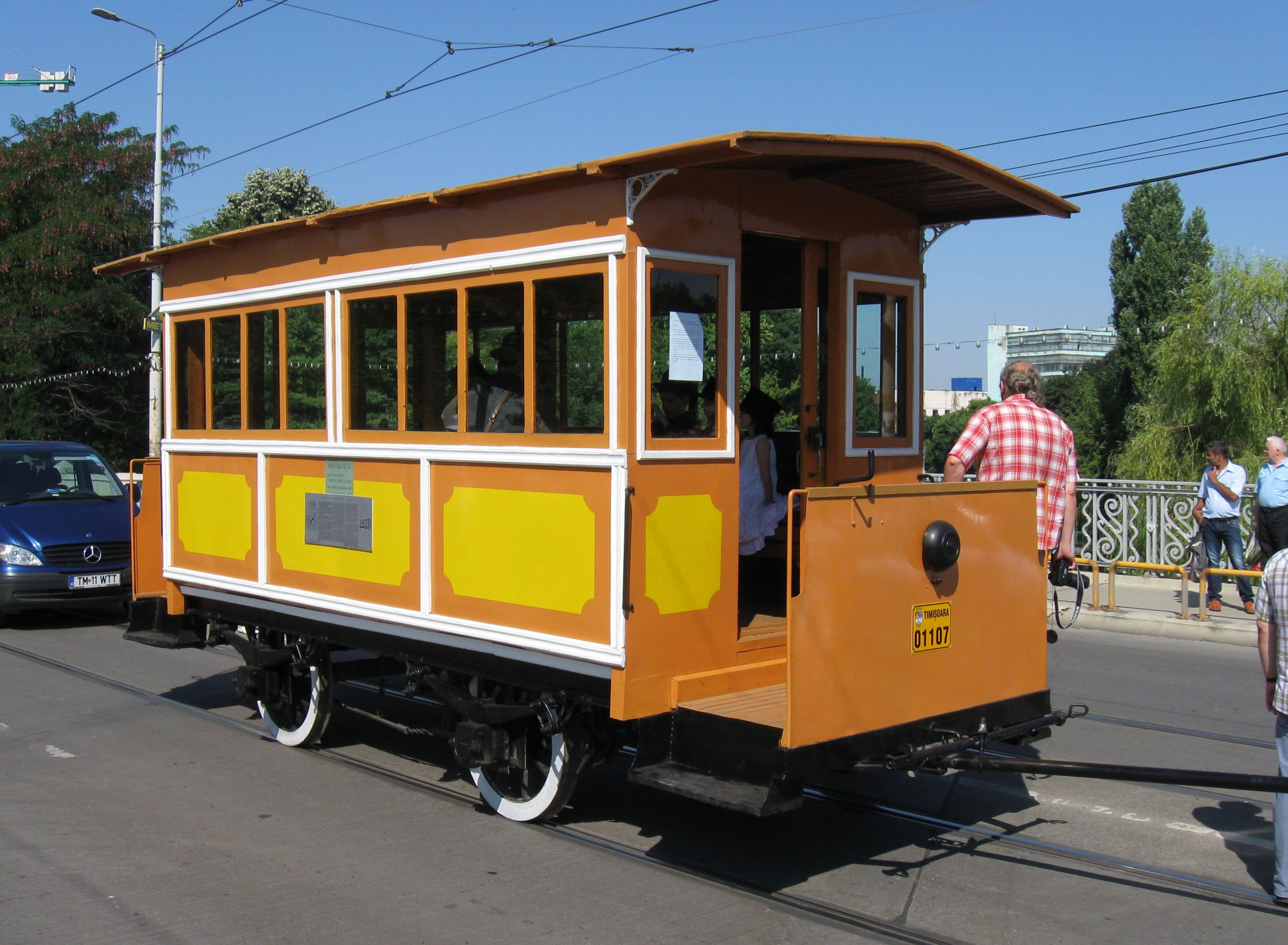
Dawny wagon silnikowy nr 6 z nowym nadwoziem z 1994 r.

Wagon silnikowy nr 6 został w 1926 r. (po tym, gdy linię nr V przedłużono do Fratelii) wycofany z ruchu liniowego i przeznaczony na wagon techniczny; połączono go w skład z wagonem wieżowym służącym do diagnostyki sieci trakcyjnej. Przeznaczony do nowych celów wagon otrzymał w 1926 r. numer 2, który nie był przydzielony od 1923 roku. Z powodu wysokiego zapotrzebowania na wagony doczepne pod koniec lat 20. XX wieku, ostatni wagon Weitzer włączono ponownie do służby liniowej 21 marca 1927 r. jako wagon doczepny. Jednak od 1 marca 1932 r. przywrócono mu poprzednią funkcję i znów służył on do celów technicznych, usunięto jednak numer taborowy i tramwaj nie posiadał żadnego oznaczenia. W trakcie modernizacji taboru trwającej w latach 1956-1960, wagon otrzymał nowy pantograf nożycowy, podobnie jak inne eksploatowane wówczas tramwaje.
Z okazji 70. rocznicy uruchomienia tramwajów elektrycznych w lipcu 1969 r. wagon techniczny został przekwalifikowany na historyczny i zaprezentowany mieszkańcom z napisem „1899 1969”. Od 1972 r. wóz – w dalszym ciągu nieposiadający numeru – przydzielono nowo otwartej zajezdni nr 2 w Dâmbovicy, gdzie zaczął służyć jako holownik. Po tym, jak jego funkcję przejęła w 1975 r. Lokomotywa nr 1, ostatni wagon Weitzer wycofano z ruchu po trwającej 76 lat eksploatacji.
Z okazji 125-lecia tramwajów w Timișoarze, w 1994 r. wykonano przebudowę wagonu. Usunięto silnik, a dotychczasowe nadwozie zastąpiono nowym, nawiązującym swoim wyglądem do pierwszych dostarczonych do Timișoary tramwajów z 1869 r.

## Pokrewne typy

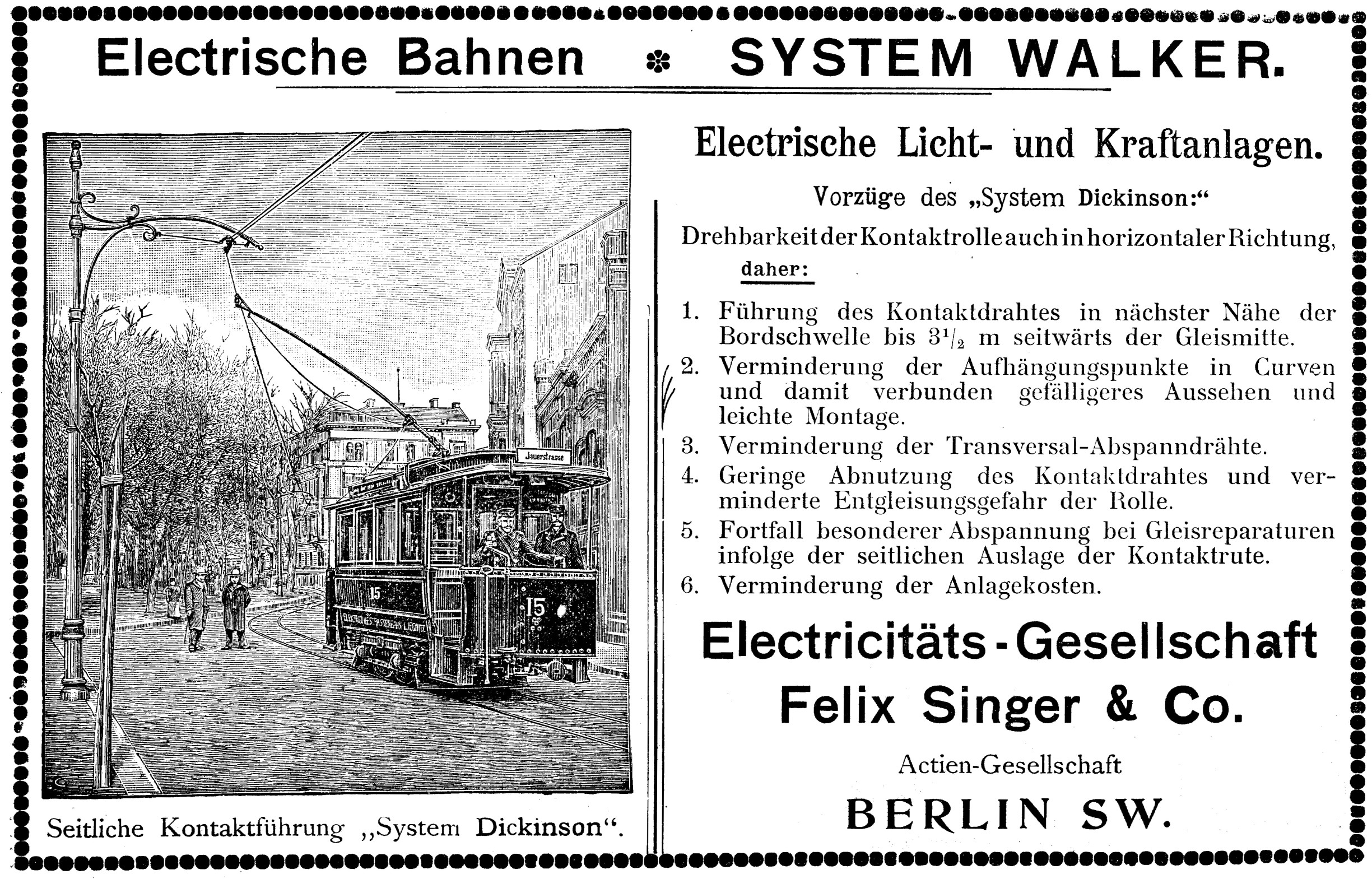
Reklama producenta z 1898 r., na ilustracji podobny wagon sieci tramwajowej w Legnicy

Opisany w tym artykule typ wagonu tramwajowego eksploatowany był wyłącznie w Timișoarze. Bardzo podobne wagony, tj. wyposażone w jeden silnik i odbierak pałąkowy, można było spotkać na torowiskach innych sieci tramwajowych. Podobne wagony kursowały w Bambergu, Legnicy, Rijece, Toruniu oraz Stralsundzie.